# 愛知道路コンセッション
愛知道路コンセッション株式会社（あいちどうろこんせっしょん）は、愛知県半田市彦洲町に本社を置き、愛知県内の道路の維持・管理・運営を行う企業である。民間企業としては全国初の道路整備特別措置法に基づく有料道路の運営を行っている。前田建設工業が設立した特別目的会社。

## 概要
愛知道路コンセッションは、2016年10月1日に愛知県内8路線の有料道路の運営事業を開始した、全国初の有料道路運営を行う民間企業である。キャッチコピーは「地域と未来をつなぐ、新たな『みち』」。
これまでは道路整備特別措置法に基づき有料道路を運営できる者は、都道府県等の道路管理者や地方道路公社に限られており、民間事業者がその運営を行うことは認められていなかった。しかし愛知県は、民間事業者の創意工夫を活かした料金設定やパーキングエリアの魅力向上などの利用者サービス向上、効率的な運営、民間事業者による沿線開発等に伴う地域経済の活性化を期待し、2016年8月31日に愛知県道路公社と愛知道路コンセッションの間で「愛知県有料道路運営等事業」の実施契約を締結し、期間限定ではあるもののコンセッション方式で有料道路の運営を行うこととなった。なお愛知道路コンセッションは、愛知県道路公社から構造改革特別区域法第28条の3の規定（道路整備特別措置法及び民間資金等の活用による公共施設等の整備等の促進に関する法律の特例）によりコンセッション対象路線にある公共施設などの運営権を取得しているが、国土交通大臣から構造改革特別区域法第28条の3第11項の規定に基づく認可を受けて、運営権の対価を愛知県道路公社に支払うこととなっている。

## 沿革
- 2016年6月24日 - 愛知県道路公社が有料道路運営の優先交渉権者を選定し[3]、代表企業として前田建設工業が選ばれる。
- 2016年7月29日 - 愛知県道路公社が前田建設工業などと基本協定を締結する[3]。
- 2016年8月3日 - 前田建設工業が特別目的会社である愛知道路コンセッション株式会社を設立する。
- 2016年8月23日 - 愛知道路コンセッションが愛知県道路公社から公共施設などの運営権の設定を受ける[3]。
- 2016年8月31日 - 愛知県道路コンセッションが愛知県道路公社との間で有料道路コンセッションの実施契約締結[3]。
- 2016年10月1日 - 民間企業としては全国初となる有料道路の運営事業を開始[3]。また、愛知県有料道路運営等事業開始記念セレモニーが開かれた。

## 管理する道路
※ 括弧内は公共施設等運営権の存続期間である。
- 南知多道路[3]（2016年8月23日～2046年3月31日[4]）
- 知多横断道路[3]（2016年8月23日～2046年3月31日[4]）
- 知多半島道路[3]（2016年8月23日～2046年3月31日[4]）
- 中部国際空港連絡道路[3]（2016年8月23日～2046年3月31日[4]）
- 猿投グリーンロード[3]（2016年8月23日～2029年6月22日[4]）
- 名古屋瀬戸道路[3]（2016年8月23日～2044年11月26日[4]）
- 衣浦豊田道路[3]（2016年8月23日～2034年3月5日[4]）
- 衣浦トンネル[3]（2016年8月23日～2029年11月29日[4]）

## 事業所
- 本社
  - 〒475-0975：愛知県半田市彦洲町3丁目100番地[5]

- 猿投事務所
  - 〒470-0356：愛知県豊田市八草町大田1190番地7号[5]

- 知立事務所
  - 〒472-0007：愛知県知立市牛田町新田北29番地[5]